# رفلكتين
رفلكتين(بالإنجليزية: Reflectin)‏ هو بروتين مصدره الحبار القصير الذيل في هاواي، (بالإنجليزية: Euprymna scolopes)‏، والذي يوجد بالأصل في وسط المحيط الهادئ. الرفلكتينات، و التي اكتشفت مؤخرا بروتينات تعود الأسرة التي تحتوي على الأحماض الأمينية تعد غنية بهذه الأحماض العطرية و الكبريتة، وتستخدم من قبل بعض الرأسقدميات للسيطرة و التلاعب في الضوء الموجود في بيئتهم.